# 하림의 공연 목록
다음은 대한민국의 가수 하림이 개최, 참여한 공연 목록이다.

## 합동 콘서트
- 2010년 10월 1일 ~ 2010년 10월 3일 플레이그라운드 뮤직 캠핑 페스티벌 2010

(출연: 하림&집시앤피쉬오케스트라 외 / 장소: 춘천 중도)
2010년 10월 3일 출연
- 2013년 7월 21일 Ticket to the [                 ]

(출연: 이한철, 하림, 이병률 / 장소: 문래예술공장)
- 2014년 9월 20일 ~ 2014년 9월 21일 2014 멜로디 포레스트 캠프

(출연: 하림 외 / 장소: 자라섬)
2014년 9월 21일 출연
- 2014년 9월 27일 ~ 2014년 9월 28일 2014 조이올팍 페스티벌

(출연: 하림&집시앤피쉬오케스트라 / 장소: 올림픽공원)
2014년 9월 28일 출연
- 2015년 7월 24일 ~ 2015년 7월 26일 2015 안산M밸리록페스티벌

(출연: 고래야 X 하림 / 장소: 안산시 대부바다향기테마파크)
2015년 7월 26일 출연
- 2015년 9월 3일 저녁 6시 30분 여행박사 문화 소통 토크콘서트 '그동네' 그 동네 첫 번째 이야기 여행자의 사랑

(출연: 시인 이병률, 가수 하림 / 장소: 서울 숙대입구역 10번출구 앞 여행박사 빌딩 지하 1층 엔드림센터(서울시 용산구 한강대로 313))
- 2015년 9월 5일 ~ 2015년 9월 6일 Someday Festival 2015

(출연: 하림&집시의테이블 외/ 장소: 서울 난지 한강공원)
2015년 9월 6일 출연

## 기획 공연
- 2009년 11월 12일 ~ 2009년 11월 15일 천변살롱 (출연: 박준면, 하림, 염승재, 이동근, 조윤정 / 장소: 두산아트센터 Space111)
- 2012년 9월 22일 천변살롱 안산 (출연: 박준면, 하림, 염승재, 이동근, 조윤정 / 장소: 안산문화예술의전당 달맞이극장)
- 2014년 9월 18일 하림과 집시의 테이블 (장소: 나루아트센터 대공연장)
- 2014년 11월 20일 하림과 집시의 테이블 (장소: 나루아트센터 대공연장)
- 2015년 4월 17일 하림의 아프리카 오버랜드 - DAN CONCERT (부제: 음악으로 만나는 아프리카 대자연)

(출연: 하림, 양양, 좋아서하는밴드 조준호, 베이시스트 이동준 / 장소: 강원도 강릉 작은공연장 단)
- 2015년 4월 18일 아프리카 오버랜드 - 춘천

(출연: 하림, 양양, 좋아서하는밴드 조준호, 베이시스트 이동준 / 장소: 강원도 춘천 KT＆G 상상마당 춘천 사운드홀)
- 2015년 4월 30일 하림의 아프리카 오버랜드 - 대구

(출연: 하림, 양양, 좋아서하는밴드 조준호, 베이시스트 이동준 / 장소: 대구 커피명가 생두창고)
- 2015년 5월 27일 MYSTIC OPENRUN (평일) 하림의 아프리카 오버랜드

(출연: 하림, 양양, 좋아서하는밴드 조준호, 베이시스트 이동준 / 장소: 레진코믹스 V-Hall)
- 2015년 10월 16일 하림과 집시앤피쉬오케스트라의 ‘집시의테이블’

(출연: 하림&집시앤피쉬오케스트라 / 장소: 백암아트홀)
- 2015년 10월 23일 ~ 2015년 11월 22일  음악 인형극 ［해지는 아프리카］

(출연: 하림&집시앤피쉬오케스트라 / 장소: 대학로 유니플렉스 3관)
- 2016년 4월 25일 월요일 N 콘서트 - 아프리카 오버랜드

(출연 : 하림, 조준호, 양양, 이동준 / 장소 : 충무아트홀)
- 2016년 6월 3일 19시 30분 별별 문화클럽 가수 하림의 〈아프리카 오버랜드> 꿈과 낭만이 가득한 신비의 땅 아프리카로 함께 떠나는 신나는 음악여행

(출연 : 하림, 좋아서하는밴드 조준호, 싱어송라이터 양양, 집시앤피쉬오케스트라 이동준 / 장소 : 경기도 수원 굿모닝하우스)
- 2016년 7월 2일 19시 30분 마리아칼라스홀〈하림의 아프리카 오버랜드〉 (출연 : 하림, 좋아서하는밴드 조준호, 싱어송라이터 양양, 집시앤피쉬오케스트라 이동준 / 장소 : 마리아칼라스홀)

- 2016년 11월 22일 20시 하림의 아프리카 오버랜드

(출연: 하림, 양양, 조준호, 이동준 / 장소: 코쿤홀)
- 2017년 6월 28일 19시 30분 하림의 ‘아프리카 오버랜드’ (출연 : 하림, 조준호, 양양, 이동준 / 장소 : 인천 수봉문화회관 소극장)

- 2017년 11월 22일 오후 7시 30분 하림의 아프리카오버랜드

(출연 : 하림, 좋아서하는밴드 조준호, 싱어송라이터 양양, 집시앤피쉬오케스트라 이동준 / 장소 : )
- 2018년 3월 6일 20시 하림의 아프리카 오버랜드

(출연 : 하림, 조준호, 양양, 이동준 / 장소 : 마포아트센터 플레이맥)

## 기타 공연
2014~2015 국립극장레퍼토리시즌 - <좋은 밤 콘서트 ‘야호(夜好)’>
해설 및 진행
- 2014년 9월 24일 2014~2015 국립극장레퍼토리시즌 - <좋은 밤 콘서트 ‘야호(夜好)’> (장소: 국립극장 해오름 극장)
- 2014년 10월 22일 2014~2015 국립극장레퍼토리시즌 - <좋은 밤 콘서트 ‘야호(夜好)’ > (장소: 국립극장 해오름 극장)
- 2014년 11월 26일 2014~2015 국립극장레퍼토리시즌 - <좋은 밤 콘서트 ‘야호(夜好)’ > (장소: 국립극장 해오름 극장)
- 2015년 3월 12일 2014~2015 국립극장레퍼토리시즌 - <좋은 밤 콘서트 ‘야호(夜好)’ >(장소: 국립극장 해오름 극장)
- 2015년 5월 15일 국립국악관현악단 2015년 좋은 밤 콘서트 ‘야호(夜好)’ (장소: 국립극장 해오름 극장)
- 2015년 6월 12일 국립국악관현악단 2015년 좋은 밤 콘서트 ‘야호(夜好)’ (장소: 국립극장 해오름 극장)

- 2014년 3월 14일 2014 러시아워콘서트 1 - 하림, 집시앤피쉬오케스트라 (출연: 하림, 집시앤피쉬오케스트라, 장소: LG아트센터)
- 2014년 8월 30일 2014 과천토요예술무대 (장소: 과천시민회관)

- 2015년 3월 25일 하림 봄 콘서트

(출연: 하림, 양양, 김목인 / 장소: 명동성당 파밀리아 채플)

## 게스트로 참여한 공연
- 2015년 7월 8일 고상지 소극장 콜라보

장소: KT＆G 상상마당 라이브홀
- 2015년 7월 29일 오전 11시 문화가 있는 날〈예술의전당 아티스트 라운지〉7월

(출연: 김지애, 현영주, 하림 / 장소: 예술의전당 IBK챔버홀)

## 행사
- 2012년 10월 6일 서울 문화의 밤, 톡톡 콘서트 - 가수 하림이 이야기하는 여행의 낭만

(출연: 정지영, 양방언, 윤종신, 하림, 이목을 / 장소: 서울시 신청사 다목적홀)
- 2013년 8월 29일 내가 사랑한 여자, 내가 사랑한 남자 출판 기념 토크 콘서트

(출연: 아나운서 박지윤, 신치림, 김예림, 소설가 이순원, MBC 김진만PD, 연극배우 박정자, 장소: 현대자동차 양재사옥 대강당)
- 2013년 10월 5일 14:00 – 16:50 가수 하림과 함께하는 파주북소리 '영국문학의 날' 북콘서트

(출연: 하림 / 장소: 경기도 파주시 아시아출판문화정보센터 1층)
- 2014년 1월 11일 몽당연필 토크콘서트
- (출연: 하림 /장소: 롯데백화점 영등포점 문화홀)

- 2014년 6월 30일 현대백화점콘서트＜윤종신과 친구들＞

(출연: 신치림, 김연우, 박지윤, 김예림, 에디킴 / 장소: 잠실 실내체육관)
- 2015년 6월 24일 음악미학 - 하림의 MUSIC FOR AFRICA

(출연: 하림 / 장소: 롯데백화점 본점 에비뉴엘 6층 롯데시네마)
- 2015년 7월 29일 오전 11시 문화가 있는 날〈예술의전당 아티스트 라운지〉 7월

(출연: 김지애,현영주,하림 / 장소: 예술의전당 IBK챔버홀)
- 2015년 8월 26일 19:00 8월의 문화가 있는 날 - 집콘

기타 포 아프리카 프로젝트 와푼다페이의 집
(출연: 하림, 양양, 조준호, 이동준 / 장소: 가수 하림의 작업실)
- 2015년 8월 29일 23:30-00:10 서울문화의 밤

(출연: 하림과 집시 앤 피쉬 오케스트라 / 장소: DDP (동대문디자인플라자) 야외무대 일대
- 2016년 4월 19일 20시 문장의 소리 공개방송

(출연 : 하림, 양양 / 장소 : 대학로 예술가의 집)
- 2016년 5월 27일 19시 30분 별별 문화클럽 가수 하림과 함께 떠나는 세계 음악여행 하림, 김정원(음악인류학자)

(출연: 하림 / 장소: 경기도 수원 굿모닝하우스)
- 2016년 10월 25일 오후 3시~5시 이병률 작가&가수 하림과 함께하는 토크콘서트

(출연: 이병률, 하림 / 장소: 김포공항 1층 대합실)
- 2016년 10월 25일 오후 7시 30분 기아종식을 위한 토크 콘서트

(출연: 하림 / 장소: 마이크임팩트 스퀘어 13층 라운지)
- 2017년 11월 16일 오후 7시 30분 영화 [아기와 나] 씨네큐브 광화문 뮤직토크쇼 GV

(출연 : 감독 손태겸, 배우 이이경, 가수 하림 / 장소 : 씨네큐브 광화문)
2019년 7월 5일 오후 5시 중랑구청 양성평등주간 기념행사 [음악과 이야기] '당신의 국경을 넘어’
(출연 : 가수 하림, 작가 봉현 / 장소 : 중랑구청 대강당)

## 전시
- 2016년 9월 2일 ~ 2016년 9월 11일 오전 11:00 - 오후 7:00 현대백화점 [판교점] 교감(交感): Between Art 展 (참여작가: 권기수, 권기수 × 한효주, 김남표, 손진아, 나얼, 이광기, 이세현, 스튜디오 콘크리트〈권철화, 김재훈, 캐스퍼 강〉, college + SHO JANG〈AKA 장승효〉, 하림, 하정우, 홍경택 / 장소 : 현대백화점 판교점 10층 토파즈홀)

- 2016. 10. 8(토) ~ 11. 6(일), 오후 1시~저녁 10시 DDP 오픈큐레이팅 vol.5 [보이는 집, 여섯 개의 방 VISIBLE HOUSE, 6 ROOMS] (참여작가: 끌로이킴, 킨키펌, 오리여인, 이욱정, 하림, 황지해 / 장소 : 동대문디자인플라자(DDP), 갤러리 문)